# أبو غطفان بن طريف المري
أبو غطفان بن طريف المري تابعي وأحد رواة الحديث النبوي ، هو أبو غطفان بن طريف المري من بني عصيم دهمان بن عوف بن سعد بن ذبيان ، وكان أبو غطفان قد لزم عثمان بن عفان وكتب له وكتب أيضا لمروان بن الحكم ، وكان قليل الحديث وكانت له دار بالمدينة بالثنية عند دار عمر بن عبد العزيز ، وقد روى محمد بن سعد قال أخبرنا يزيد بن هارون قال أخبرنا يحيى بن سعيد عن أبي بكر بن محمد أن أبا غطفان بن طريف كان كاتبا لمروان.

## نماذج من رواياته
- حدثنا أحمد بن عبد الوهّاب بن نجدة الحوطي وأبو زيد أحمد بن يزيد الحوطي قالا حدثنا يحيى بن صالح الوحاظي حدثنا إسماعيل بن عياش عن عبد العزيز بن عبيد الله عن محمد بن عمرو بن عطاء عن أبي سلمة بن عبد الرحمن عن أبي غطفان بن طريف عن خزيمة بن ثابت أن النبي صلى الله عليه وسلم قال : من أكل من هذه البقلة فلا يقربن مسجدنا.[2]
- حدثنا علي بن المبارك الصنعاني حدثنا إسماعيل بن أبي أويس حدثنا سعيد بن مسلم بن بانك عن عبادل بن علي بن أبي رافع عن عمر بن أبان عن أبي غطفان بن طريف المري عن أبي رافع مولى رسول الله أنه شوى لرسول الله صلى الله عليه وسلم لحما وأكل منه رسول الله صلى الله عليه وسلم ثم صلى ولم يتوضأ.[3]